# Geoffrey Korir
Geoffrey Korir (ur. 1 grudnia 1996) – kenijski lekkoatleta specjalizujący się w biegach długodystansowych.
Dwukrotny medalista mistrzostw świata w biegach przełajowych w Guiyangu (2015). 
Rekord życiowy: bieg na 5000 metrów – 13:31,88 (26 maja 2015, Ostrawa); bieg na 10 000 metrów – 28:52,41 (24 czerwca 2014, Nairobi). 

## Osiągnięcia indywidualne
| Rok  | Impreza                                   | Miejsce | Konkurencja               | Pozycja    | Wynik |
| ---- | ----------------------------------------- | ------- | ------------------------- | ---------- | ----- |
| 2015 | Mistrzostwa świata w biegach przełajowych | Guiyang | bieg juniorów na ok. 8 km | 2. miejsce | 23:47 |
| 2016 | Puchar Europy w biegu na 10 000 m         | Mersin  | bieg na 10 000 m          | –          | DNF   |